# Rob Bourdon
Robert Gregory Bourdon (sinh 20 tháng 1 năm 1979) là một nhạc sĩ người Mỹ, được biết đến nhiều nhất với tư cách là tay trống và thành viên đồng sáng lập ban nhạc rock của Mỹ Linkin Park.

## Tiểu sử
Rob được sinh ra ở Calabasas, California. Anh hiện đang sống ở Los Angeles. Anh lớn lên ở cùng thị trấn với thành viên ban nhạc Incubus và Hoobastank.
Là thành viên trẻ nhất ban nhạc, Bourdon đã gặp tay trống từ Aerosmith là Joey Kramer, và anh đã được truyền cảm hứng để học cách chơi trống. Anh theo học Trường Cao học Agoura ở Agoura Hills. Sau khi gia nhập ban nhạc jazz ở trường cao học trong năm thứ 2 của mình, anh đã gặp Brad Delson và Mike Shinoda, cả hai người họ đều sống gần đó ở San Fernando Valley. Bourdon và Delson sau này thành lập ban nhạc của riêng họ, Relative Degree. Mục tiêu của họ là được chơi ở Nhà hát Roxy, và sau khi đạt được thành công với một buổi diễn cháy vé, Relative Degree tự động tan rã.

## Danh sách đĩa nhạc

### Với Linkin Park
- Hybrid Theory (2000)
- Meteora (2003)
- Minutes to Midnight (2007)
- A Thousand Suns (2010)
- Living Things (2012)
- The Hunting Party (2014)
- One More Light (2017)